# Isabelle de Mar
Isabelle de Mar (vers 1277-12 décembre 1296) est la première femme de Robert le Bruce et la grand-mère de Robert II d'Ecosse, le fondateur de la Maison royale des Stuart. Elle est morte avant que Robert soit couronné roi d'Écosse, et n'est donc jamais devenue reine.

Armes d'Isabelle de Mar

Elle est la fille de Donald, comte de Mar, et d'Helen (ou Elena) du Pays de Galles, fille illégitime de Llywelyn le Dernier (mort en 1282) qui fut le dernier roi gallois indépendant avant la conquête du Pays de Galles par Édouard Ier d'Angleterre. 
Isabelle se marie à l'âge de 18 ans et devient rapidement enceinte. Elle est morte peu de temps après avoir donné naissance à une fille, Marjorie Bruce en 1296. Elle est enterrée à l'abbaye de Paisley, Renfrewshire. Sa fille Marjorie épouse Walter Stuart et donne naissance à Robert II d'Écosse.
Robert épouse sa seconde femme, Élisabeth de Bourg, six ans plus tard.

## Source
- (de) Cet article est partiellement ou en totalité issu de l’article de Wikipédia en allemand intitulé « Isabella of Mar » (voir la liste des auteurs).